# Bandiera destra di Tumed
La bandiera destra di Tumed (土默特右旗S, Tǔmòtè YòuqíP) è una bandiera o contea della Mongolia Interna, regione autonoma della Cina. Essa è amministrata dalla prefettura di Baotou.